# Tugela
Tugela (afrikánsky Tugelarivier, anglicky Tugela River) je řeka v Jihoafrické republice. Protéká provincií KwaZulu-Natal. Je 520 km dlouhá. Povodí má rozlohu 29 100 km².

## Průběh toku
Pramení v Dračích horách. Ústí do Indického oceánu severně od města Durban.

## Vodopád

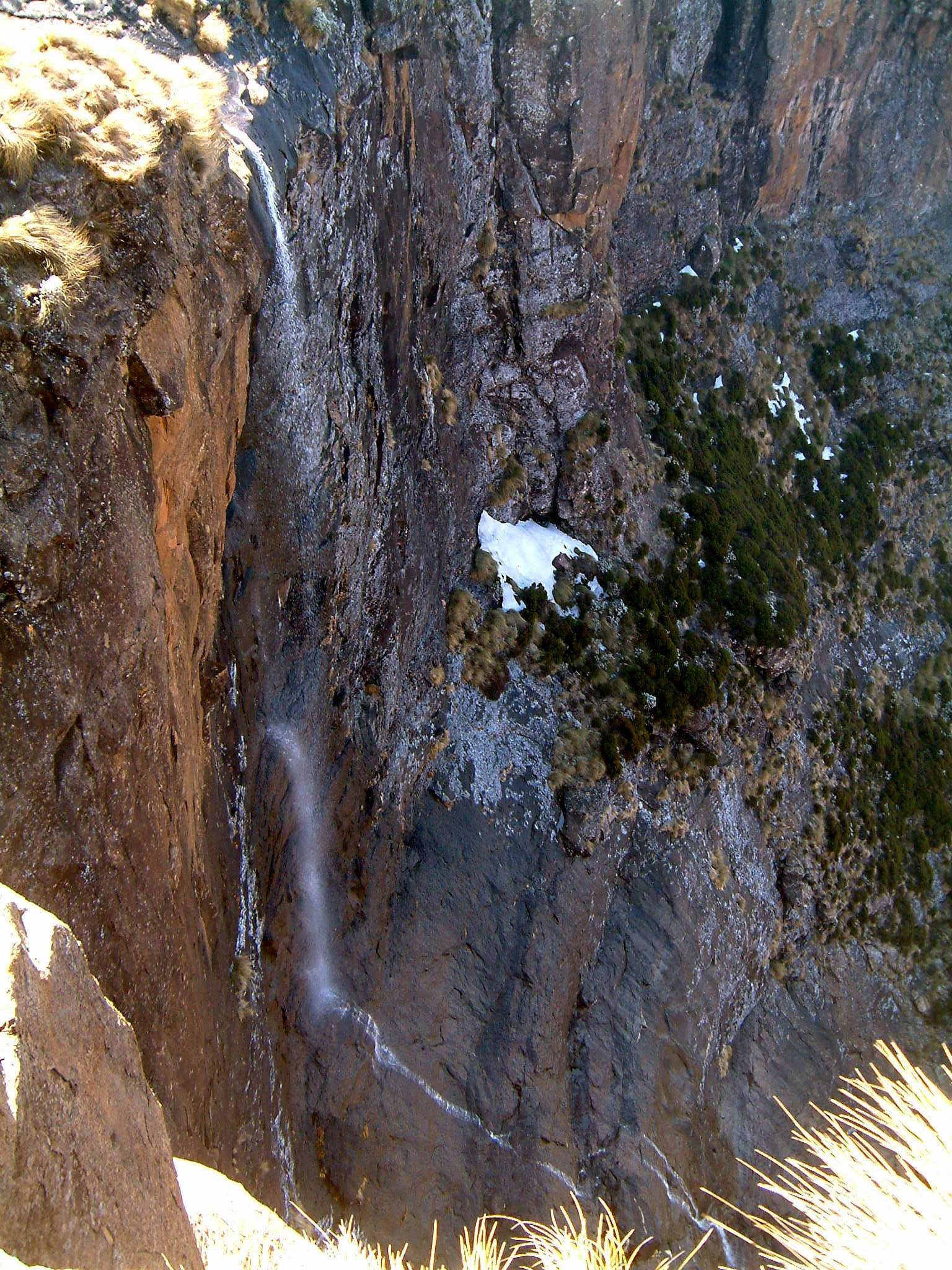
Vodopád na řece Tugela

V národním parku Royal Natal se na řece nachází stejnojmenný vodopád, který je nejvyšší v Africe a druhý nejvyšší na světě. Díky němu je řeka známá.